# Jarbas (ur. 1957)
Jarbas, właśc. Jarbas Tomazolli Nuñes (ur. 17 września 1957 w Ouro Fino) – brazylijski piłkarz, występujący na pozycji napastnika.

## Kariera klubowa
Zawodową karierę piłkarską Jarbas rozpoczął w klubie Guarani FC w 1975 roku. W Guarani 29 października 1975 w zremisowanym 0-0 meczu z Goiás EC Jarbas zadebiutował w lidze brazylijskiej. W latach 1976–1978 był zawodnikiem Amériki Rio de Janeiro.
W barwach Amériki Jarbas wystąpił ostatni raz w lidze brazylijskiej 10 czerwca 1978 w zremisowanym 1-1 meczu z Operário Campo Grande. Ogółem w latach 1975–1978 w I lidze wystąpił w 20 meczach, w których strzelił jedną bramkę. Jarbas występował jeszcze w São Paulo FC i Botafogo Ribeirão Preto.

## Kariera reprezentacyjna
Jarbas występował w olimpijskiej reprezentacji Brazylii. 
W 1976 roku uczestniczył w Igrzyskach Olimpijskich w Montrealu. Na turnieju Jarbas wystąpił we wszystkich pięciu meczach reprezentacji Brazylii z NRD, Hiszpanią, Izraelem (2 bramki), Polską i ZSRR.